# 脱黑脱乞牙
脱黑脱乞牙（ توقتاقيا Tūqtāqiyā ？—1377年），拔都家断絶後钦察汗国可汗（1377年）。术赤家秃花帖木儿家出身的兀鲁斯長子。忽都鲁不花、科利贾克的哥哥。後哈萨克汗国始祖克列的祖父。又作脱脱乞，一些資料作脱脱（توقتا بن اروس خان Tūqtā b. Urūs Khān）。15世紀《Muntakhab al-tavārīkh-i Muʿīnī》作白帳（āq ūrda）第6代可汗。帖木儿传記《勝利之書（Ẓafar Nāma）》称脱黑脱乞牙是钦察汗国术赤以下第21代当主。16世紀初史書《传记之友（Ḥabīb al-Siyar）》作第22代。
14世紀后期，钦察汗国二个主要的分支拔都家、斡兒答家相次断絶，钦察汗国汗位後继者紛争不断。脱黑脱乞牙之父兀鲁斯继承斡兒答家統率钦察汗国左翼（白帐汗国），構成术赤裔秃花帖木儿家王族，统治斡兒答家断絶後白帐汗国的地域。兀鲁斯处死了自己的族人-里海東岸的長官秃亦火者斡黑兰，秃亦火者斡黑兰的儿子脱脱迷失逃到河中地区，投奔帖木儿，帖木儿支援脱脱迷失侵攻白帐汗国。最初脱脱迷失侵攻时，脱黑脱乞牙的弟弟忽都鲁不花迎击，脱脱迷失失败，但忽都鲁不花战死。第二次侵攻，兀鲁斯長子脱黑脱乞牙迎击，脱脱迷失敗北。脱脱迷失負傷撤軍。第三次侵攻，帖木儿亲自出征，冬天到来两方休战，1377年春第四次侵攻，帖木儿再次亲征。兀鲁斯亲自迎击，会战前兀鲁斯病死。1377年，脱黑脱乞牙在父亲兀鲁斯死後即位，即位約三个月後去世。其后帖木兒·滅里即位。《Shajarat al-Atrāk》称他为“公正而仁慈的”君主，生子恩克·布剌德，为哈萨克汗国两位创始人之一克列之父。